# دم‌سرخ دائوری
دم‌سرخ دائوری (نام علمی: Phoenicurus auroreus) نام یک گونه از تیره مگس‌گیران است.